# Tom Schnell
Tom Schnell (ur. 8 października 1985 w Luksemburgu) – luksemburski piłkarz występujący na pozycji obrońcy. Zawodnik klubu F91 Dudelange.

## Kariera klubowa
Schnell seniorską karierę rozpoczynał w 2002 roku w Unionie Luksemburg. W 2004 roku przeszedł do niemieckiego drugoligowca, Eintrachtu Trewir. Przez rok nie rozegrał tam jednak żadnego spotkania. W 2005 roku wrócił do Luksemburga, gdzie został graczem klubu Racing FC. W latach 2011–2014 grał w klubie Fola Esch. W 2014 przeszedł do F91 Dudelange.

## Kariera reprezentacyjna
W reprezentacji Luksemburga Schnell zadebiutował 9 października 2004 roku w przegranym 0:4 meczu eliminacji Mistrzostw Świata 2006 z Rosją.